# Ловаг, Генрих
Генрих Ловаг (нем. Heinrich Lohwag, 1884—1945) — австрийский ботаник-криптогамист и миколог, ученик Рихарда Веттштейна.

## Биография
Родился 10 мая 1884 года в Вене в семье писателя Эрнста Ловага. В 1903 году поступил в Венский университет, в 1908 году получил степень доктора философии по ботанике, после чего преподавал в гимназии в Брюксе. С 1914 по 1918 год преподавал в Райхенберге, с 1918 года — в Академической гимназии в Вене.
В 1928 году Ловаг прошёл хабилитацию под руководством Рихарда Веттштейна, стал читать лекции в Венском университете. В 1940 году получил звание профессора. В 1944—1945 годах читал лекции по ботанике в Высшей школе почвоведения.
Умер в Вене 22 сентября 1945 года.
Сын Генриха Ловага, Курт Ловаг (1913—1970), также стал известным микологом.

## Некоторые научные работы
- Anatomie der Asco- und Basidiomyceten, in: Hdb. der Pflanzenanatomie, hrsg. von K. Linsbauer, fortgeführt von G. Tischler und A. Pascher, Bd. 6, Abt. 2, Teilbd. 3, 1941.

## Роды и виды грибов, названные в честь Г. Ловага
- Lohwagia Petr., 1942
- Lohwagiella Petr., 1970 — Niesslia Auersw., 1869
- Mycena lohwagii Singer, 1929
- Ophiobolus lohwagianus Kirschst., 1936
- Volutella lohwagii Petr., 1948